# August Wilhelm Dressler

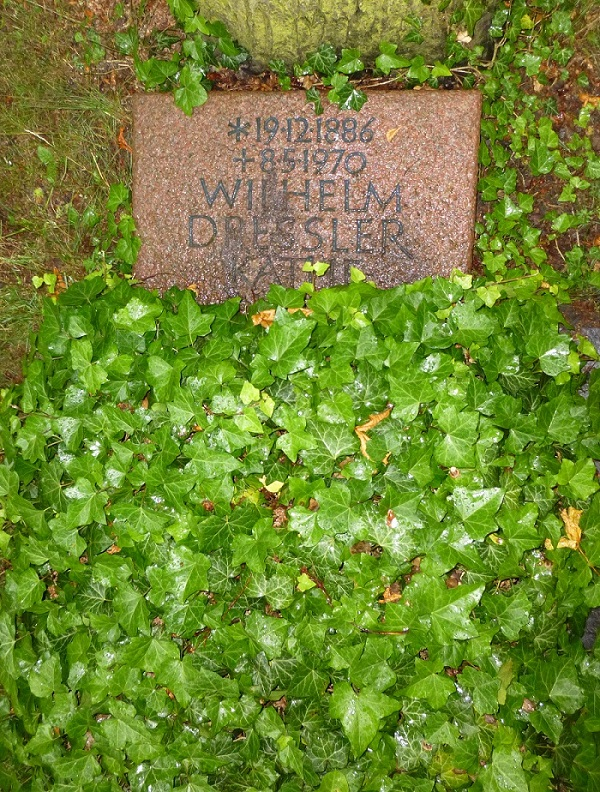
Grab Wilhelm Dressler

August Wilhelm Dressler (* 19. Dezember 1886 in Bettelgrün, Böhmen; † 8. Mai 1970 in Berlin) war ein deutscher Maler.
Als stilprägender Vertreter und Verfechter der Neuen Sachlichkeit hinterlässt August Wilhelm Dressler ein umfassendes Werk der Malerei und Grafik, das durch eine verinnerlichte Darstellungsweise in klassischer Maltradition besticht. Besondere Bedeutung haben seine zahlreichen Frauenporträts und Akte.

## Leben und Werk
Dressler absolvierte zuerst eine Ausbildung zum Lithografen in Chemnitz. Ab 1907 studierte er an der Dresdner Kunstakademie bei Robert Sterl, Raphael Wehle, Osmar Schindler und Richard Müller. Dressler schloss unter anderem Bekanntschaft mit Otto Dix und stellte in der Galerie Emil Richter aus. Er geriet in Konflikt mit seinem Lehrer Richard Müller und wurde exmatrikuliert. Dressler wechselte an die Akademie für Graphische Künste und Buchgewerbe in Leipzig. Kontakte zur Dresdner Sezession Gruppe 1919 blieben allerdings weiterhin bestehen.
Nach der Ausbildung in Leipzig zog Dressler als freischaffender Künstler nach Berlin und schloss sich dort der Novembergruppe an. 1924 wurde er Mitglied der Berliner Sezession. Zwischen 1925 und 1936 beteiligte sich Dressler an verschiedenen Ausstellungen bei der Novembergruppe, beim Deutschen Künstlerbund und in der Preußischen Akademie der Künste; unter anderem nahm er 1925 an der ersten Ausstellung „Neue Sachlichkeit“ in der Mannheimer Kunsthalle sowie 1929 im Stedelijk Museum in Amsterdam teil.
1928 veröffentlichte Dressler auch im kommunistischen Eulenspiegel.
In dieser Zeit erhielt Dressler seine ersten Preise für seine Kunstwerke, und zwar 1927 den Rom-Preis der „Preußischen Akademie der Künste“ sowie 1928 den Dürerpreis der Stadt Nürnberg. Zwischen 1930 und 1931 wurde ihm ein Stipendium in der Villa Massimo, Rom verliehen. 
Nach der Machtergreifung der Nationalsozialisten wurde er obligatorisch Mitglied der Reichskammer der bildenden Künste. Es ist jedoch lediglich 1934 und 1935 seine Teilnahme an drei Ausstellungen der Akademie der Künste bekannt. Ab 1934 unterrichtete Dressler an den Vereinigten Staatsschulen für freie und angewandte Kunst, aus der er jedoch 1938 als „Entarteter Künstler“ wieder ausgeschlossen wurde.
1937 wurden im Rahmen der deutschlandweiten konzertierten Aktion „Entartete Kunst“ Werke Dresslers nachweislich aus dem zur Nationalgalerie gehörenden Kronprinzenpalais Berlin, dem Museum der bildenden Künste Leipzig und dem Museum für Kunst und Kunstgewerbe Stettin beschlagnahmt.
Viele seiner Bilder gingen im Zweiten Weltkrieg verloren. Einen Teil seiner früheren Werke wiederholte Dressler nach 1945 anhand von Fotografien. Dressler war mit der Malerin Käthe Knorr-Dressler verheiratet. Von Juli 1937 bis Februar 1945 lebte und arbeitete Dressler illegal im Atelier seiner Frau in der Ateliergemeinschaft Klosterstraße.
Von 1956 bis 1957 hatte er einen Lehrauftrag an der „Meisterschule für Kunsthandwerk“ in Berlin.
Dressler wurde auf dem Alten St.-Matthäus-Kirchhof in Schöneberg beigesetzt. Seine Grabstätte ist seit 1980 als Ehrengrab des Landes Berlin gewidmet.
Sein schriftlicher Nachlass befindet sich im Deutschen Kunstarchiv im Germanischen Nationalmuseum in Nürnberg.

## Öffentliche Sammlungen mit Werken Dresslers (unvollständig)
- Altenburg/Thür.: Lindenau-Museum
- Berlin: Neue Nationalgalerie[2]
- Berlin: Berlinische Galerie[3]

## 1937 als „entartet“ aus öffentlichen Sammlungen nachweislich beschlagnahmte Werke
- Sechs Steingravuren (Mappe mit sechs Lithografien, 1926; J. Ottens Verlag, Berlin; Museum der bildenden Künste Leipzig; vernichtet)
- Zwei Frauen mit Hund (Grafik; Museum für Kunst und Kunstgewerbe Stettin; 1940 zur „Verwertung“ auf dem Kunstmarkt an den Kunsthändler Bernhard A. Böhmer. Verbleib ungeklärt.)
- Die Verlobten (Tafelbild; Kronprinzenpalais der Staatsgalerie Berlin; 1938 in der Wanderausstellung „Entartete Kunst“ in Berlin; vernichtet)
- Vor dem Spiegel (Aquarell, 1926; Museum für Kunst und Kunstgewerbe Stettin; vernichtet)
- Frau und Tod (Druckgrafik; Museum für Kunst und Kunstgewerbe Stettin; 1940 zur „Verwertung“ auf dem Kunstmarkt an Bernhard A. Böhmer. Verbleib ungeklärt.)
- Die Anprobe (1927, Radierung, 26,6 × 20,2 cm; Museum für Kunst und Kunstgewerbe Stettin; 1947 sichergestellt und heute im Kupferstichkabinett Berlin)[4]
- Frau im Bett (1927, Radierung; Museum für Kunst und Kunstgewerbe Stettin; 1940 an Bernhard A. Böhmer. Verbleib ungeklärt.)[5]
- Liebespaar (1928, Radierung, 23 × 18,8 cm; Museum für Kunst und Kunstgewerbe Stettin; 1940 an Bernhard A. Böhmer. Verbleib ungeklärt.)[6]
- Zwei Frauen mit Hund (1928, Druckgrafik; Museum für Kunst und Kunstgewerbe Stettin; 1940 an Bernhard A. Böhmer. Verbleib ungeklärt.)

## Ausstellungen (Auswahl)
- 1925 Neue Sachlichkeit, deutsche Malerei seit dem Expressionismus, 14. Juni – 13. September 1925, der Kunsthalle Mannheim
- 1928 Sächsische Kunst unserer Zeit, Dresden
- 1929 Neue Sachlichkeit, Stedelijk Museum Amsterdam
- 1946 „I. Deutsche Kunstausstellung der Deutschen Zentralverwaltung für Volksbildung in der Sowjetischen Besatzungszone“, Berlin, Zeughaus Unter den Linden
- 1948 150 Jahre soziale Strömungen in der bildenden Kunst, Dresden, Stadthalle am Nordplatz[7]
- 1955 Große Retrospektive und Kunstpreis der Stadt Berlin
- 1963 Sonderausstellung in der „Sudetendeutschen Galerie“, Museum Regensburg
- 1967 Einzelausstellung in der Galerie Nierendorf, Berlin
- 1988 Gruppenausstellung zum zehnjährigen Bestehen der Galerie Mitte, Berlin
- 1994 Wanderausstellung (Käthe Kollwitz Museum, Köln / Städtisches Museum (Galerie im Centrum), Wesel / Akademie der Künste, Berlin / Angermuseum, Erfurt)
- 2006 Einzelausstellung in der Galerie Lehner, Wien
- 2007 Einzelausstellung in der Galerie Nierendorf, Berlin
- 2011/12 Neue Sachlichkeit in Dresden. Malerei der Zwanziger Jahre von Dix bis Querner, 1. Oktober 2011 – 8. Januar 2012, Kunsthalle im Lipsius-Bau, Dresden